# Yvette Z'Graggen
Yvette Z'Graggen, née le 31 mars 1920 à Genève, et décédée dans cette ville le 16 avril 2012,, est une écrivaine suisse, d'un père suisse allemand et d'une mère dont les ancêtres sont d'origine hongroise.

## Biographie
Elle obtient sa Maturité à Genève puis suit une formation de secrétaire. De 1949 à 1952, elle travaille en tant que secrétaire aux Rencontres Internationales de Genève et à la Société européenne de culture à Venise.
De 1952 à 1982, elle réalise pour la Radio suisse romande des émissions culturelles et littéraires. De 1982 à 1989, elle travaille à la Comédie de Genève sous la direction de Benno Besson. Elle a écrit en 1939 son premier livre L'Appel du rêve qui ne sera publié que cinq ans plus tard. Elle a également publié des romans, des récits autobiographiques et des nouvelles. Elle a écrit de nombreuses pièces radiophoniques et traduit des ouvrages de l'italien et de l'allemand. Certains de ses livres, quant à eux, ont été traduits en allemand, en italien, en hongrois et en roumain.
Elle est décédée le 16 avril 2012 à Genève à l'âge de 92 ans, après une longue maladie. Elle est désormais enterrée dans le canton de Genève, son lieu de naissance.
En 2015-2016, Frédéric Gonseth a réalisé un film sur sa vie Une femme au volant de sa vie, qui a été nommé pour le prix du public aux Journées de Soleure 2017 et qui sort dans les salles au courant de cette même année.

## Œuvres

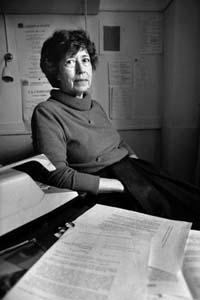
Yvette Z'Graggen photographiée par Erling Mandelmann entre 1982 et 1998.

- L'Appel du rêve (sous le pseudonyme de Danièle Marnan), roman, Éditions Perret-Gentil, 1944
- La Vie attendait, roman, J.-H. Jeheber, 1944, Éditions de l'Aire, 1996
- L'Herbe d'octobre, roman, Jeheber, 1950, Éditions de L'Aire, 1989
- Le Filet de l'oiseleur, roman, Jeheber, 1957, Éditions de L'Aire, 1996
- Un Été sans histoire, roman, Éditions de la Baconnière, 1962, Éditions de L'Aire, 1987
- Chemins perdus, trois nouvelles, Éditions Aire, 1971
- Un Temps de colère et d'amour, récit, Éditions de L'Aire, 1980, 2004
- Les Années silencieuses, récit, Éditions de L'Aire, 1982, 1998
- Cornelia, roman, Éditions de L'Aire, 1985, 2002
- Changer l'Oubli, récit, Éditions de L'Aire, 1989, 2001
- Les Collines, [Nouv. éd.], nouvelle, Éditions de L'Aire, 1991, 1997
- La Punta, roman, Éditions de L'Aire, 1992, 1995
- La Lézarde et autres nouvelles, Éditions de L'Aire, 1993, 2004
- La Preuve ; Un long voyage, postf. de Sylviane Roche, Éditions Zoé, 1995
- Matthias Berg, roman, Éditions de L'Aire, 1995, 1999
- Ciel d'Allemagne, récit, Éditions de L'Aire, 1996, 2000
- Quand la Vie n'attend plus, entretiens, Éditions de L'Aire, 1997
- Mémoire d'elles, récit, Éditions de L'Aire 1999, 2006
- La Nuit n'est jamais complète, journal de l'an 2000, Éditions de L'Aire, 2001
- Un Etang sous la glace, roman, Éditions de L'Aire, 2003
- Éclats de vie, Éditions de L'Aire, 2007
- Juste avant la pluie, Éditions de L'Aire, 2011

Traductions de l'italien
- Giorgio Orelli : Choix de Poèmes, Éditions de L'Aire, 1973
- Claudio Nembrini : Le Secret de San Carpoforo, Zoé, 1990
- Angelo Casè : L'Espoir d'une vie meilleure, Éditions de L'Aire, 1994

Traductions de l'allemand
- Max Frisch : Suisse sans armée? un palabre, Bernard Campiche éditeur, 1989
- Annemarie Schwarzenbach : La Vallée heureuse, Éditions de L'Aire/Le Griot, 1991
- Urs Richle : Mall ou la disparition des montagnes, Zoé, 1997
- Otto Steiger : La Patagonie peut-être, Éditions de L'Aire, 2000

## Récompenses
- 1981 : prix Bibliomedia pour Un temps de colère et d'amour, 1980, Éditions de L'Aire.
- 1982 : prix de la Société genevoise des Écrivains pour Les années silencieuses, Éditions de L'Aire, 1982.
- 1990 : prix Pittard de l'Andelyn[3].
- 1993 : prix des auditeurs de la Radio suisse romande pour La Punta, Éditions de L'Aire, 1992[4].
- 1996 : prix Schiller.
- 1998 : prix Rambert prix spécial du centenaire.
- 2004 : prix Lipp Suisse pour Un étang sous la glace, Éditions de L'Aire 2003.
- 2012 : prix Édouard-Rod à titre posthume pour Juste avant la pluie, Éditions de L'Aire 2011.

## Fonds d'archives
Fonds : Yvette Z’Graggen [47 boîtes d'archives]. Collection : Archives littéraires suisses; Cote : ALS-ZGraggen. Berne : Bibliothèque nationale suisse (présentation en ligne). 

Laure Fallet, Marie-Thérèse Lathion, « Fonds Yvette Zgraggen: Inventaire », sur ead.nb.admin.ch, Archives littéraires suisses (consulté le 24 mai 2023)